# Список кавалеров ордена Свободы (Украина)

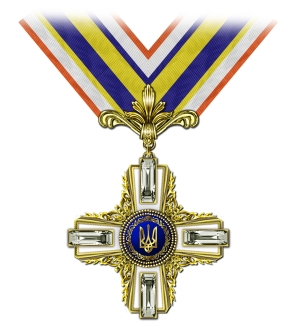
Знак украинского ордена Свободы

Данный список содержит перечень лиц, награждённых украинским орденом Свободы.
Орден Свободы (укр. Орден Свободи) — государственная награда Украины для отличия выдающихся и особых заслуг граждан в утверждении суверенитета и независимости Украины, консолидации украинского общества, развитии демократии, социально-экономических и политических реформ, отстаивании конституционных прав и свобод человека и гражданина.
По состоянию на 1 августа 2025 года кавалерами ордена Свободы являются 86 человек, в том числе 29 иностранных граждан.

## История награждения
Орден был учреждён 10 апреля 2008 года, а 20 мая того же года был утверждён его статут. 29 сентября 2008 года первым кавалером ордена стал король Швеции Карл XVI Густав, награждённый во время визита на Украину со своей супругой.
Первыми кавалерами — гражданами Украины стали советские диссиденты и правозащитники Евгений Захаров, Евгений Сверстюк и Степан Хмара, награждённые 25 ноября 2008 года по случаю Дня свободы.

## Статистика награждения
| По странам (организациям): | По странам (организациям): | По странам (организациям): | По странам (организациям): | По странам (организациям): |
| Страна (организация)       |                            |                            |                            | Кавалеров                  |
| -------------------------- | -------------------------- | -------------------------- | -------------------------- | -------------------------- |
| Украина                    |                            |                            | 57                         |                            |
| США                        |                            |                            | 4                          |                            |
| Литва                      |                            |                            | 3                          |                            |
| Канада                     |                            |                            | 3                          |                            |
| Германия                   |                            |                            | 2                          |                            |
| Великобритания             |                            |                            | 2                          |                            |
| Дания                      |                            |                            | 2                          |                            |
| Швеция                     |                            |                            | 1                          |                            |
| Бразилия                   |                            |                            | 1                          |                            |
| Казахстан                  |                            |                            | 1                          |                            |
| Латвия                     |                            |                            | 1                          |                            |
| Турция                     |                            |                            | 1                          |                            |
| Азербайджан                |                            |                            | 1                          |                            |
| Россия                     |                            |                            | 1                          |                            |
| Португалия                 |                            |                            | 1                          |                            |
| Словения                   |                            |                            | 1                          |                            |
| Франция                    |                            |                            | 1                          |                            |
| Аргентина                  |                            |                            | 1                          |                            |
| Италия                     |                            |                            | 1                          |                            |
| Польша                     |                            |                            | 1                          |                            |

По годам:
| 2008 | 2009 | 2010 | 2011 | 2012 | 2013 | 2014 | 2015 | 2016 | 2017 | 2018 | 2019 | 2020 | 2021 | 2022 | 2023 | 2024 | 2025 |
| ---- | ---- | ---- | ---- | ---- | ---- | ---- | ---- | ---- | ---- | ---- | ---- | ---- | ---- | ---- | ---- | ---- | ---- |
| 5    | 14   | 5    | 1    | 1    | 3    | 2    | 6    | 13   | 7    | 7    | 3    | 2    | 5    | 1    | 0    | 7    | 4    |

По президентам Украины:
| Президент          | Срок полномочий                   | Количество награждённых |
| ------------------ | --------------------------------- | ----------------------- |
| Виктор Ющенко      | 23 января 2005 — 25 февраля 2010  | 22                      |
| Виктор Янукович    | 25 февраля 2010 — 22 февраля 2014 | 8                       |
| Пётр Порошенко     | 7 июня 2014 — 20 мая 2019         | 37                      |
| Владимир Зеленский | с 20 мая 2019                     | 19                      |

Среди 86 кавалеров ордена 29 иностранных граждан. Девять из них являются кавалерами ордена князя Ярослава Мудрого І степени. Кроме этого, среди кавалеров ордена Свободы 3 полных кавалера ордена князя Ярослава Мудрого — Патриарх Киевский и всея Руси-Украины Филарет, Митрополит Киевский и всея Украины Владимир и Леонид Кравчук.
Пятнадцать кавалеров ордена Свободы — Герои Украины, причём один из них — дважды Герой Социалистического Труда (Борис Патон).
Семь кавалеров ордена Свободы — женщины (Атена-Святомира Пашко, Даля Грибаускайте, Ангела Меркель, Метте Фредериксен, Джорджа Мелони, Ольга Харлан и Виктория Рощина).
Четырнадцать человек наградили орденом посмертно.

## Кавалеры ордена
Данный список содержит всех 86 кавалеров ордена. Светло-голубым цветом выделены кавалеры-иностранцы.

### 2008 год
| № п/п | Фото | Кавалер                                                          | Род деятельности                                                                      | Дата указа            | Основание награждения | Ссылка на указ |
| ----- | ---- | ---------------------------------------------------------------- | ------------------------------------------------------------------------------------- | --------------------- | --- | -------------- |
| 1     |      | Карл XVI Густав · швед. Carl XVI Gustaf · Швеция                 | Король Швеции                                                                         | 29 сентября 2008 года | За выдающиеся личные заслуги в развитии украинско-шведских отношений, отстаивание идеалов свободы и демократии. Оригинальный текст (укр.)За визначні особисті заслуги у розвитку українсько-шведських відносин, відстоювання ідеалів свободи і демократії. | [ Указ 1 ]     |
| 2     |      | Евгений Ефимович Захаров укр. Євген Юхимович Захаров             | председатель правления Украинского Хельсинкского союза по правам человека, г. Харьков | 25 ноября 2008 года   | За многолетнюю активную правозащитную деятельность, отстаивание прав человека, весомый вклад в воссоздание исторической правды и по случаю Дня Свободы. Оригинальный текст (укр.)За багаторічну активну правозахисну діяльність, відстоювання прав людини, вагомий внесок у відтворення історичної правди та з нагоди Дня Свободи. | [ Указ 2 ]     |
| 3     |      | Евгений Александрович Сверстюк укр. Євген Олександрович Сверстюк | писатель, правозащитник, г. Киев                                                      | 25 ноября 2008 года   | За выдающиеся заслуги в утверждении суверенитета и независимости Украины, мужество и самоотверженность в отстаивании прав и свобод человека, плодотворную литературно-публицистическую деятельность и по случаю Дня Свободы. Оригинальный текст (укр.)За видатні заслуги в утвердженні суверенітету та незалежності України, мужність і самовідданість у відстоюванні прав і свобод людини, плідну літературно-публіцистичну діяльність та з нагоди Дня Свободи. | [ Указ 3 ]     |
| 4     |      | Степан Ильич Хмара укр. Степан Ількович Хмара                    | правозащитник, общественный и политический деятель, г. Львов                          | 25 ноября 2008 года   | За гражданское мужество, самоотверженность в борьбе за утверждения идеалов демократии и по случаю Дня Свободы. Оригинальный текст (укр.)За громадянську мужність, самовідданість у боротьбі за утвердження ідеалів демократії та з нагоди Дня Свободи. | [ Указ 4 ]     |
| 5     |      | Мирослав Франкович Маринович укр. Мирослав Франкович Маринович   | правозащитник, проректор Украинского католического университета, г. Львов             | 31 декабря 2008 года  | За выдающийся личный вклад в отстаивание прав человека, проявленные мужество и самоотверженность в борьбе за свободу и независимость Украины, плодотворную научно-публицистическую деятельность. Оригинальный текст (укр.)За визначний особистий внесок у відстоювання прав людини, виявлені мужність і самовідданість у боротьбі за свободу і незалежність України, плідну науково-публіцистичну діяльність.                                                    | [ Указ 5 ]     |

### 2009 год
| № п/п | Фото | Кавалер                                                                        | Род деятельности                                                                                             | Дата указа            | Основание награждения | Ссылка на указ |
| ----- | ---- | ------------------------------------------------------------------------------ | --- | --------------------- | --- | -------------- |
| 6     |      | Михаил Николаевич Горынь укр. Михайло Миколайович Горинь                       | правозащитник, г. Киев                                                                                       | 16 января 2009 года   | За весомый личный вклад в дело консолидации украинского общества, развитие демократического, социального и правового государства и по случаю Дня соборности Украины. Оригинальный текст (укр.)За вагомий особистий внесок у справу консолідації українського суспільства, розбудову демократичної, соціальної і правової держави та з нагоди Дня Соборності України.                                                                        | [ Указ 6 ]     |
| 7     |      | Иван Михайлович Дзюба укр. Іван Михайлович Дзюба                               | академик-секретарь Национальной академии наук Украины, г. Киев                                               | 16 января 2009 года   | За весомый личный вклад в дело консолидации украинского общества, развитие демократического, социального и правового государства и по случаю Дня соборности Украины. Оригинальный текст (укр.)За вагомий особистий внесок у справу консолідації українського суспільства, розбудову демократичної, соціальної і правової держави та з нагоди Дня Соборності України.                                                                        | [ Указ 6 ]     |
| 8     |      | Борис Ильич Олейник укр. Борис Ілліч Олійник                                   | писатель, г. Киев                                                                                            | 16 января 2009 года   | За весомый личный вклад в дело консолидации украинского общества, развитие демократического, социального и правового государства и по случаю Дня соборности Украины. Оригинальный текст (укр.)За вагомий особистий внесок у справу консолідації українського суспільства, розбудову демократичної, соціальної і правової держави та з нагоди Дня Соборності України.                                                                        | [ Указ 6 ]     |
| 9     |      | Филарет (Михаил Антонович Денисенко) укр. Філарет (Михайл Антонович Денисенко) | предстоятель Украинской православной церкви Киевского патриархата, патриарх Киевский и всей Руси-Украины     | 23 января 2009 года   | За многолетнюю плодотворную церковную деятельность и утверждения идеалов духовности, милосердия и согласия в обществе. Оригинальный текст (укр.)За багатолітню плідну церковну діяльність та утвердження ідеалів духовності, милосердя і злагоди в суспільстві. | [ Указ 7 ]     |
| 10    |      | Пётр Михайлович Франко укр. Петро Михайлович Франко                            | председатель Львовского областного общества политических заключенных и репрессированных                      | 23 июня 2009 года     | За весомый личный вклад в развитие конституционных основ украинской государственности, многолетний добросовестный труд, высокий профессионализм в защите конституционных прав и свобод человека и гражданина. Оригинальный текст (укр.)За вагомий особистий внесок у розвиток конституційних засад української державності, багаторічну сумлінну працю, високий професіоналізм у захисті конституційних прав і свобод людини і громадянина. | [ Указ 8 ]     |
| 11    |      | Валдас Адамкус · лит. Valdas Adamkus · Литва                                   | Президент Литовской Республики                                                                               | 26 июня 2009 года     | За выдающийся личный вклад в развитие украинско-литовских отношений. Оригинальный текст (укр.)За визначний особистий внесок у розвиток українсько-литовських відносин. | [ Указ 9 ]     |
| 12    |      | Игорь Миронович Калинец укр. Ігор Миронович Калинець                           | писатель, г. Львов                                                                                           | 10 июля 2009 года     | За гражданское мужество в отстаивании идеалов свободы и справедливости, плодотворную литературную деятельность. Оригинальный текст (укр.)За громадянську мужність у відстоюванні ідеалів свободи та справедливості, плідну літературну діяльність. | [ Указ 10 ]    |
| 13    |      | Олесь Евгеньевич Шевченко укр. Олесь Євгенович Шевченко                        | правозащитник, г. Киев                                                                                       | 18 августа 2009 года  | За значительный личный вклад в социально-экономическое, культурное развитие Украинского государства, весомые трудовые достижения и по случаю 18-й годовщины независимости Украины. Оригинальный текст (укр.)За значний особистий внесок у соціально-економічний, культурний розвиток Української держави, вагомі трудові досягнення та з нагоди 18-ї річниці незалежності України.                                                          | [ Указ 11 ]    |
| 14    |      | Иван Андреевич Гель укр. Іван Андрійович Гель                                  | общественный деятель, г. Львов                                                                               | 18 сентября 2009 года | За весомый личный вклад в возрождение Украинской грекокатолической церкви и по случаю 20-й годовщины выхода её из подполья. Оригинальный текст (укр.)За вагомий особистий внесок у відродження Української греко-католицької церкви та з нагоди 20-ї річниці виходу її з підпілля. | [ Указ 12 ]    |
| 15    |      | Николай Андреевич Горбаль укр. Микола Андрійович Горбаль                       | бывший политический заключённый, народный депутат Украины II созыва                                          | 18 ноября 2009 года   | За выдающийся личный вклад в отстаивание национальной идеи, становление и развитие Украинского независимого государства и активную политическую и общественную деятельность. Оригинальный текст (укр.)За визначний особистий внесок у відстоювання національної ідеї, становлення і розвиток Української незалежної держави та активну політичну і громадську діяльність.                                                                   | [ Указ 13 ]    |
| 16    |      | Атена-Святомира Васильевна Пашко укр. Атена-Святомира Василівна Пашко          | общественная деятельница, г. Киев                                                                            | 18 ноября 2009 года   | За выдающийся личный вклад в отстаивание национальной идеи, становление и развитие Украинского независимого государства и активную политическую и общественную деятельность. Оригинальный текст (укр.)За визначний особистий внесок у відстоювання національної ідеї, становлення і розвиток Української незалежної держави та активну політичну і громадську діяльність.                                                                   | [ Указ 13 ]    |
| 17    |      | Николай Григорьевич Плахотнюк укр. Микола Григорович Плахотнюк                 | бывший политический заключённый, председатель общественной организации «Музей шестидесятничества» в г. Киеве | 18 ноября 2009 года   | За выдающийся личный вклад в отстаивание национальной идеи, становление и развитие Украинского независимого государства и активную политическую и общественную деятельность. Оригинальный текст (укр.)За визначний особистий внесок у відстоювання національної ідеї, становлення і розвиток Української незалежної держави та активну політичну і громадську діяльність.                                                                   | [ Указ 13 ]    |
| 18    |      | Василий Михайлович Червоний укр. Василь Михайлович Червоній (посмертно)        | народный депутат Украины I-IV созывов                                                                        | 18 ноября 2009 года   | За выдающийся личный вклад в отстаивание национальной идеи, становление и развитие Украинского независимого государства и активную политическую и общественную деятельность. Оригинальный текст (укр.)За визначний особистий внесок у відстоювання національної ідеї, становлення і розвиток Української незалежної держави та активну політичну і громадську діяльність.                                                                   | [ Указ 13 ]    |
| 19    |      | Луис Инасиу Лула да Силва · порт. Luiz Inácio Lula da Silva · Бразилия         | Президент Федеративной Республики Бразилия                                                                   | 24 ноября 2009 года   | За выдающийся вклад в развитие украинско-бразильского сотрудничества. Оригинальный текст (укр.)За визначний внесок у розвиток українсько-бразильського співробітництва. | [ Указ 14 ]    |

### 2010 год
| № п/п | Фото | Кавалер                                                                           | Род деятельности                                                                           | Дата указа           | Основание награждения | Ссылка на указ |
| ----- | ---- | --------------------------------------------------------------------------------- | ------------------------------------------------------------------------------------------ | -------------------- | --- | -------------- |
| 20    |      | Роман Николаевич Круцик укр. Роман Миколайович Круцик                             | председатель Киевской городской организации общества «Мемориал» имени Василия Стуса        | 20 января 2010 года  | За весомый личный вклад в дело консолидации украинского общества, развитие демократического, социального и правового государства и по случаю Дня Соборности Украины. Оригинальный текст (укр.)За вагомий особистий внесок у справу консолідації українського суспільства, розбудову демократичної, соціальної і правової держави та з нагоди Дня Соборності України.                                                         | [ Указ 15 ]    |
| 21    |      | Евгений Васильевич Пронюк укр. Євген Васильович Пронюк                            | председатель Всеукраинского общества политических заключённых и репрессированных, г. Киев  | 20 января 2010 года  | За весомый личный вклад в дело консолидации украинского общества, развитие демократического, социального и правового государства и по случаю Дня Соборности Украины. Оригинальный текст (укр.)За вагомий особистий внесок у справу консолідації українського суспільства, розбудову демократичної, соціальної і правової держави та з нагоди Дня Соборності України.                                                         | [ Указ 15 ]    |
| 22    |      | Иван Григорьевич Сокульский укр. Іван Григорович Сокульський (посмертно)          | общественно-политический деятель, поэт, правозащитник, член Украинской Хельсинкской группы | 10 февраля 2010 года | За выдающийся личный вклад в борьбу за независимость Украины, самоотверженное служение национальной идее и отстаивание прав и свобод человека. Оригинальный текст (укр.)За визначний особистий внесок у боротьбу за незалежність України, самовіддане служіння національній ідеї та відстоювання прав і свобод людини. | [ Указ 16 ]    |
| 23    |      | Нурсултан Абишевич Назарбаев · каз. Нұрсұлтан Әбішұлы Назарбаев · Казахстан       | Президент Республики Казахстан                                                             | 2 июля 2010 года     | За выдающийся личный вклад в развитие украинско-казахстанского сотрудничества. Оригинальный текст (укр.)За визначний особистий внесок у розвиток українсько-казахстанського співробітництва. | [ Указ 17 ]    |
| 24    |      | Владимир (Виктор Маркианович Сабодан) укр. Володимир (Віктор Маркіянович Сабодан) | Предстоятель Украинской православной церкви, митрополит Киевский и всея Украины            | 23 ноября 2010 года  | За выдающиеся личные заслуги в утверждении мира и общественного согласия, многолетнюю подвижническую деятельность по возрождению духовности и национально-культурной самобытности украинского народа. Оригинальный текст (укр.)За видатні особисті заслуги в утвердженні миру і суспільної злагоди, багатолітню подвижницьку діяльність з відродження духовності та національно-культурної самобутності Українського народу. | [ Указ 18 ]    |

### 2011 год
| № п/п | Фото | Кавалер                                         | Род деятельности                | Дата указа          | Основание награждения | Ссылка на указ |
| ----- | ---- | ----------------------------------------------- | ------------------------------- | ------------------- | --- | -------------- |
| 25    |      | Валдис Затлерс · латыш. Valdis Zatlers · Латвия | Президент Латвийской Республики | 26 апреля 2011 года | За значительный личный вклад в преодоление последствий Чернобыльской катастрофы, реализацию международных гуманитарных программ, многолетнюю плодотворную общественную деятельность. Оригинальный текст (укр.)За значний особистий внесок у подолання наслідків Чорнобильської катастрофи, реалізацію міжнародних гуманітарних програм, багаторічну плідну громадську діяльність. | [ Указ 19 ]    |

### 2012 год
| № п/п | Фото | Кавалер                                           | Род деятельности | Дата указа          | Основание награждения | Ссылка на указ |
| ----- | ---- | ------------------------------------------------- | --- | ------------------- | --- | -------------- |
| 26    |      | Борис Евгеньевич Патон укр. Борис Євгенович Патон | президент Национальной академии наук Украины, директор Института электросварки имени Е. О. Патона НАН Украины, академик НАН Украины, г. Киев | 21 января 2012 года | За значительный личный вклад в социально-экономическое, научно-техническое, культурно-образовательное развитие независимого Украинского государства, весомые трудовые достижения, многолетний добросовестный труд. Оригинальный текст (укр.)За значний особистий внесок у соціально-економічний, науково-технічний, культурно-освітній розвиток незалежної Української держави, вагомі трудові досягнення, багаторічну сумлінну працю. | [ Указ 20 ]    |

### 2013 год
| № п/п | Фото | Кавалер                                                                  | Род деятельности                                                                                       | Дата указа          | Основание награждения | Ссылка на указ |
| ----- | ---- | ------------------------------------------------------------------------ | --- | ------------------- | --- | -------------- |
| 27    |      | Леонид Васильевич Губерский укр. Леонід Васильович Губерський            | Герой Украины, ректор Киевского национального университета имени Тараса Шевченко, академик НАН Украины | 22 января 2013 года | За значительный личный вклад в социально-экономическое, научно-техническое, культурно-образовательное развитие Украинского государства, весомые трудовые достижения, многолетний добросовестный труд. Оригинальный текст (укр.)За значний особистий внесок у соціально-економічний, науково-технічний, культурно-освітній розвиток Української держави, вагомі трудові досягнення, багаторічну сумлінну працю. | [ Указ 21 ]    |
| 28    |      | Варфоломей I · тур. I. Bartholomeos · Турция                             | Вселенский Патриарх                                                                                    | 27 июля 2013 года   | За выдающуюся церковную деятельность, направленную на подъём авторитета православия в мире, и по случаю празднования на Украине 1025-летия крещения Киевской Руси. Оригинальный текст (укр.)За визначну церковну діяльність, спрямовану на піднесення авторитету православ'я у світі, та з нагоди відзначення в Україні 1025-річчя хрещення Київської Русі.                                                    | [ Указ 22 ]    |
| 29    |      | Ильхам Гейдар оглы Алиев · азерб. İlham Heydər oğlu Əliyev · Азербайджан | Президент Азербайджанской Республики                                                                   | 18 ноября 2013 года | За выдающиеся личные заслуги в укреплении украинско-азербайджанских межгосударственных отношений. Оригинальный текст (укр.)За визначні особисті заслуги у зміцненні українсько-азербайджанських міждержавних відносин. | [ Указ 23 ]    |

### 2014 год
| № п/п | Фото | Кавалер                                                   | Род деятельности                                            | Дата указа          | Основание награждения | Ссылка на указ |
| ----- | ---- | --------------------------------------------------------- | ----------------------------------------------------------- | ------------------- | --- | -------------- |
| 30    |      | Леонид Макарович Кравчук укр. Леонід Макарович Кравчук    | Президент Украины в 1991-1994 годах, Герой Украины, г. Киев | 10 января 2014 года | За выдающийся личный вклад в развитие Украинского государства, многолетнюю плодотворную общественно-политическую деятельность. Оригинальный текст (укр.)За визначний особистий внесок у розбудову Української держави, багаторічну плідну громадсько-політичну діяльність. | [ Указ 24 ]    |
| 31    |      | Андерс Фог Расмуссен · дат. Anders Fogh Rasmussen · Дания | Генеральный секретарь НАТО                                  | 7 августа 2014 года | За значительный личный вклад в развитие сотрудничества между Украинским государством и Североатлантическим альянсом, весомую поддержку в отстаивании суверенитета, независимости и территориальной целостности Украины. Оригинальный текст (укр.)За значний особистий внесок у розвиток співробітництва між Українською державою та Північноатлантичним альянсом, вагому підтримку у відстоюванні суверенітету, незалежності та територіальної цілісності України. | [ Указ 25 ]    |

### 2015 год
| № п/п | Фото | Кавалер                                                                  | Род деятельности                                                                                        | Дата указа           | Основание награждения | Ссылка на указ |
| ----- | ---- | ------------------------------------------------------------------------ | --- | -------------------- | --- | -------------- |
| 32    |      | Дмитрий Васильевич Павлычко укр. Дмитро Васильович Павличко              | писатель, г. Киев                                                                                       | 22 января 2015 года  | За значительный личный вклад в государственное строительство, социально-экономическое, научно-техническое, культурно-образовательное развитие Украинского государства, многолетний добросовестный труд и высокий профессионализм. Оригинальный текст (укр.)За значний особистий внесок у державне будівництво, соціально-економічний, науково-технічний, культурно-освітній розвиток Української держави, багаторічну сумлінну працю та високий професіоналізм. | [ Указ 26 ]    |
| 33    |      | Борис Ефимович Немцов · (посмертно) · Россия                             | российский политик и государственный деятель, г. Москва                                                 | 2 марта 2015 года    | За выдающиеся личные заслуги в развитии демократии, отстаивании конституционных прав и свобод человека и гражданина, самоотверженную общественно-политическую деятельность. Оригинальный текст (укр.)За видатні особисті заслуги у розвитку демократії, відстоюванні конституційних прав та свобод людини і громадянина, самовіддану громадсько-політичну діяльність. | [ Указ 27 ]    |
| 34    |      | Мирослав Васильевич Симчич укр. Мирослав Васильович Симчич               | участник национально-освободительного движения, Ивано-Франковская область                               | 21 августа 2015 года | За значительный личный вклад в государственное строительство, консолидацию украинского общества, социально-экономическое, научно-техническое, культурно-образовательное развитие Украины, активную общественную деятельность, весомые трудовые достижения и высокий профессионализм. Оригинальный текст (укр.)За значний особистий внесок у державне будівництво, консолідацію українського суспільства, соціально-економічний, науково-технічний, культурно-освітній розвиток України, активну громадську діяльність, вагомі трудові здобутки та високий професіоналізм. | [ Указ 28 ]    |
| 35    |      | Жозе Мануэл Дуран Баррозу · порт. José Manuel Durão Barroso · Португалия | Президент Европейской комиссии в 2004—2014 годах                                                        | 21 августа 2015 года | За весомый личный вклад в укрепление международного авторитета Украинского государства, популяризацию её исторического наследия и современных достижений и по случаю 24-й годовщины независимости Украины. Оригинальный текст (укр.)За вагомий особистий внесок у зміцнення міжнародного авторитету Української держави, популяризацію її історичної спадщини і сучасних надбань та з нагоди 24-ї річниці незалежності України. | [ Указ 29 ]    |
| 36    |      | Джордж Сорос · англ. George Soros · США                                  | финансист, меценат, основатель Международного фонда «Возрождение», гражданин Соединённых Штатов Америки | 12 ноября 2015 года  | За значительные личные заслуги в укреплении международного авторитета Украинского государства, весомый вклад в реализацию социально-экономических реформ, многолетнюю плодотворную благотворительную деятельность. Оригинальный текст (укр.)За значні особисті заслуги у зміцненні міжнародного авторитету Української держави, вагомий внесок у впровадження соціально-економічних реформ, багаторічну плідну благодійницьку діяльність. | [ Указ 30 ]    |
| 37    |      | Емельян Васильевич Коваль укр. Омелян Васильович Коваль                  | участник национально-освободительного движения, г. Львов                                                | 1 декабря 2015 года  | За значительный личный вклад в государственное строительство, социально-экономическое, научно-техническое, культурно-образовательное развитие Украинского государства, весомые трудовые достижения, многолетний добросовестный труд. Оригинальный текст (укр.)За значний особистий внесок у державне будівництво, соціально-економічний, науково-технічний, культурно-освітній розвиток Української держави, вагомі трудові досягнення, багаторічну сумлінну працю. | [ Указ 31 ]    |

### 2016 год
| № п/п | Фото | Кавалер                                                                         | Род деятельности | Дата указа           | Основание награждения | Ссылка на указ |
| ----- | ---- | ------------------------------------------------------------------------------- | --- | -------------------- | --- | -------------- |
| 38    |      | Святослав Иванович Вакарчук укр. Святослав Іванович Вакарчук                    | музыкант, вокалист, композитор, общественный деятель                                                                                                | 22 января 2016 года  | За значительный личный вклад в государственное строительство, социально-экономическое, научно-техническое, культурно-образовательное развитие Украинского государства, дело консолидации украинского общества, многолетний добросовестный труд.Оригинальный текст (укр.)За значний особистий внесок у державне будівництво, соціально-економічний, науково-технічний, культурно-освітній розвиток Української держави, справу консолідації українського суспільства, багаторічну сумлінну працю. | [ Указ 32 ]    |
| 39    |      | Иван Степанович Марчук укр. Іван Степанович Марчук                              | художник-живописец, г. Киев | 25 июня 2016 года    | За значительный личный вклад в государственное строительство, социально-экономическое, научно-техническое, культурно-образовательное развитие Украины, весомые трудовые достижения и высокий профессионализм.Оригинальный текст (укр.)За значний особистий внесок у державне будівництво, соціально-економічний, науково-технічний, культурно-освітній розвиток України, вагомі трудові здобутки та високий професіоналізм.                                                                      | [ Указ 33 ]    |
| 40    |      | Юрий Николаевич Щербак укр. Юрій Миколайович Щербак                             | государственный и общественный деятель, поэт, публицист, г. Киев                                                                                    | 25 июня 2016 года    | За значительный личный вклад в государственное строительство, социально-экономическое, научно-техническое, культурно-образовательное развитие Украины, весомые трудовые достижения и высокий профессионализм.Оригинальный текст (укр.)За значний особистий внесок у державне будівництво, соціально-економічний, науково-технічний, культурно-освітній розвиток України, вагомі трудові здобутки та високий професіоналізм.                                                                      | [ Указ 33 ]    |
| 41    |      | Игорь Александрович Александров укр. Ігор Олександрович Александров (посмертно) | украинский тележурналист, Донецкая область | 22 августа 2016 года | За значительный личный вклад в государственное строительство, социально-экономическое, научно-техническое, культурно-образовательное развитие Украины, весомые трудовые достижения и высокий профессионализм.Оригинальный текст (укр.)За значний особистий внесок у державне будівництво, соціально-економічний, науково-технічний, культурно-освітній розвиток України, вагомі трудові здобутки та високий професіоналізм.                                                                      | [ Указ 34 ]    |
| 42    |      | Виктор Иванович Кукса укр. Віктор Іванович Кукса                                | участник национально-освободительного движения, член общественной организации «За реабилитацию «Первомайской двойки», г. Киев                       | 22 августа 2016 года | За значительный личный вклад в государственное строительство, социально-экономическое, научно-техническое, культурно-образовательное развитие Украины, весомые трудовые достижения и высокий профессионализм.Оригинальный текст (укр.)За значний особистий внесок у державне будівництво, соціально-економічний, науково-технічний, культурно-освітній розвиток України, вагомі трудові здобутки та високий професіоналізм.                                                                      | [ Указ 34 ]    |
| 43    |      | Всеволод Владимирович Стеблюк укр. Всеволод Володимирович Стеблюк               | участник антитеррористической операции, член Киевской краевой организации Всеукраинского врачебного общества                                        | 22 августа 2016 года | За значительный личный вклад в государственное строительство, социально-экономическое, научно-техническое, культурно-образовательное развитие Украины, весомые трудовые достижения и высокий профессионализм.Оригинальный текст (укр.)За значний особистий внесок у державне будівництво, соціально-економічний, науково-технічний, культурно-освітній розвиток України, вагомі трудові здобутки та високий професіоналізм.                                                                      | [ Указ 34 ]    |
| 44    |      | Стивен Харпер · англ. Stephen Harper · Канада                                   | депутат Парламента Канады, Премьер-министр Канады в 2006—2015 годах                                                                                 | 22 августа 2016 года | За весомый личный вклад в укрепление международного авторитета Украинского государства, популяризацию её исторического наследия и современных достижений и по случаю 25-й годовщины независимости Украины.Оригинальный текст (укр.)За вагомий особистий внесок у зміцнення міжнародного авторитету Української держави, популяризацію її історичної спадщини і сучасних надбань та з нагоди 25-ї річниці незалежності України.                                                                   | [ Указ 35 ]    |
| 45    |      | Ричард Грин Лугар · англ. Richard Green Lugar · США                             | сенатор Соединённых Штатов Америки от штата Индиана                                                                                                 | 22 августа 2016 года | За весомый личный вклад в укрепление международного авторитета Украинского государства, популяризацию её исторического наследия и современных достижений и по случаю 25-й годовщины независимости Украины.Оригинальный текст (укр.)За вагомий особистий внесок у зміцнення міжнародного авторитету Української держави, популяризацію її історичної спадщини і сучасних надбань та з нагоди 25-ї річниці незалежності України.                                                                   | [ Указ 35 ]    |
| 46    |      | Джон Маккейн · англ. John McCain · США                                          | сенатор Соединённых Штатов Америки от штата Аризона                                                                                                 | 22 августа 2016 года | За весомый личный вклад в укрепление международного авторитета Украинского государства, популяризацию её исторического наследия и современных достижений и по случаю 25-й годовщины независимости Украины.Оригинальный текст (укр.)За вагомий особистий внесок у зміцнення міжнародного авторитету Української держави, популяризацію її історичної спадщини і сучасних надбань та з нагоди 25-ї річниці незалежності України.                                                                   | [ Указ 35 ]    |
| 47    |      | Богдан Дмитриевич Гаврилишин · укр. Богдан Дмитрович Гаврилишин · Канада        | Почётный консул Украины в Женеве, иностранный член Национальной академии наук Украины, гражданин Канады                                             | 21 октября 2016 года | За выдающийся личный вклад в повышение международного авторитета Украинского государства, многолетнюю плодотворную научную и благотворительную деятельность.Оригинальный текст (укр.)За визначний особистий внесок у піднесення міжнародного авторитету Української держави, багаторічну плідну наукову та благодійницьку діяльність. | [ Указ 36 ]    |
| 48    |      | Борут Пахор · словен. Borut Pahor · Словения                                    | Президент Республики Словения | 3 ноября 2016 года   | За выдающийся личный вклад в развитие украинско-словенских межгосударственных отношений.Оригинальный текст (укр.)За визначний особистий внесок у розвиток українсько-словенських міждержавних відносин. | [ Указ 37 ]    |
| 49    |      | Левко Григорьевич Лукьяненко укр. Левко Григорович Лук’яненко                   | народный депутат I, II, IV и V созывов Верховной Рады Украины                                                                                       | 1 декабря 2016 года  | За значительный личный вклад в государственное строительство, социально-экономическое, научно-техническое, культурно-образовательное развитие Украинского государства, весомые трудовые достижения, многолетний добросовестный труд.Оригинальный текст (укр.)За значний особистий внесок у державне будівництво, соціально-економічний, науково-технічний, культурно-освітній розвиток Української держави, вагомі трудові досягнення, багаторічну сумлінну працю.                               | [ Указ 38 ]    |
| 50    |      | Игорь Рафаилович Юхновский укр. Ігор Рафаïлович Юхновський                      | народный депутат I-IV созывов Верховной Рады Украины, почётный директор Института физики конденсированных систем Национальной академии наук Украины | 1 декабря 2016 года  | За значительный личный вклад в государственное строительство, социально-экономическое, научно-техническое, культурно-образовательное развитие Украинского государства, весомые трудовые достижения, многолетний добросовестный труд.Оригинальный текст (укр.)За значний особистий внесок у державне будівництво, соціально-економічний, науково-технічний, культурно-освітній розвиток Української держави, вагомі трудові досягнення, багаторічну сумлінну працю.                               | [ Указ 38 ]    |

### 2017 год
| № п/п | Фото | Кавалер                                                             | Род деятельности | Дата указа           | Основание награждения | Ссылка на указ |
| ----- | ---- | ------------------------------------------------------------------- | --- | -------------------- | --- | -------------- |
| 51    |      | Владимир Владимирович Колинец укр. Володимир Володимирович Колінець | общественно-политический деятель, член Тернопольской городской общественной организации «Институт национального возрождения имени Игоря Герети»            | 21 января 2017 года  | За значительный личный вклад в государственное строительство, социально-экономическое, научно-техническое, культурно-образовательное развитие Украинского государства, дело консолидации украинского общества, многолетний добросовестный труд.Оригинальный текст (укр.)За значний особистий внесок у державне будівництво, соціально-економічний, науково-технічний, культурно-освітній розвиток Української держави, справу консолідації українського суспільства, багаторічну сумлінну працю. | [ Указ 39 ]    |
| 52    |      | Рефат Абдурахманович Чубаров укр. Рефат Абдурахманович Чубаров      | народный депутат Украины, председателя Меджлиса крымскотатарского народа                                                                                   | 21 января 2017 года  | За значительный личный вклад в государственное строительство, социально-экономическое, научно-техническое, культурно-образовательное развитие Украинского государства, дело консолидации украинского общества, многолетний добросовестный труд.Оригинальный текст (укр.)За значний особистий внесок у державне будівництво, соціально-економічний, науково-технічний, культурно-освітній розвиток Української держави, справу консолідації українського суспільства, багаторічну сумлінну працю. | [ Указ 39 ]    |
| 53    |      | Джозеф Байден · англ. Joseph Biden · США                            | Вице-президент Соединённых Штатов Америки в 2009-2017 годах                                                                                                | 23 августа 2017 года | За весомый личный вклад в укрепление международного авторитета Украинского государства, популяризацию её исторического наследия и современных достижений.Оригинальный текст (укр.)За вагомий особистий внесок у зміцнення міжнародного авторитету Української держави, популяризацію її історичної спадщини і сучасних надбань. | [ Указ 40 ]    |
| 54    |      | Йоахим Вильгельм Гаук · нем. Joachim Wilhelm Gauck · Германия       | Федеральный президент Федеративной Республики Германия в 2012-2017 годах                                                                                   | 23 августа 2017 года | За весомый личный вклад в укрепление международного авторитета Украинского государства, популяризацию её исторического наследия и современных достижений.Оригинальный текст (укр.)За вагомий особистий внесок у зміцнення міжнародного авторитету Української держави, популяризацію її історичної спадщини і сучасних надбань. | [ Указ 40 ]    |
| 55    |      | Франсуа Олланд · фр. François Hollande · Франция                    | Президент Французской Республики в 2012-2017 годах | 23 августа 2017 года | За весомый личный вклад в укрепление международного авторитета Украинского государства, популяризацию её исторического наследия и современных достижений.Оригинальный текст (укр.)За вагомий особистий внесок у зміцнення міжнародного авторитету Української держави, популяризацію її історичної спадщини і сучасних надбань. | [ Указ 40 ]    |
| 56    |      | Владимир Владимирович Кличко укр. Володимир Володимирович Кличко    | чемпион Олимпийских игр по боксу 1996 года, чемпион мира по профессиональному боксу в 2000-2003 и 2006-2015 годах                                          | 24 августа 2017 года | За значительный личный вклад в государственное строительство, социально-экономическое, научно-техническое, культурно-образовательное развитие Украины, весомые трудовые достижения и высокий профессионализм.Оригинальный текст (укр.)За значний особистий внесок у державне будівництво, соціально-економічний, науково-технічний, культурно-освітній розвиток України, вагомі трудові здобутки та високий професіоналізм.                                                                      | [ Указ 41 ]    |
| 57    |      | Витаутас Ландсбергис · лит. Vytautas Landsbergis · Литва            | первый руководитель восстановленного Верховного Совета (Сейма) Литовской Республики в 1990-1992 годах, Спикер Сейма Литовской Республики в 1996-2000 годах | 6 декабря 2017 года  | За выдающийся личный вклад в развитие украинско-литовских межгосударственных отношений.Оригинальный текст (укр.)За визначний особистий внесок у розвиток українсько-литовських міждержавних відносин. | [ Указ 42 ]    |

### 2018 год
| № п/п | Фото | Кавалер                                                                       | Род деятельности | Дата указа           | Основание награждения | Ссылка на указ |
| ----- | ---- | ----------------------------------------------------------------------------- | --- | -------------------- | --- | -------------- |
| 58    |      | Евгений Константинович Быстрицкий укр. Євген Костянтинович Бистрицький        | исполнительный директор Международного фонда «Возрождение», г. Киев                                                                          | 20 января 2018 года  | За значительный личный вклад в государственное строительство, социально-экономическое, научно-техническое, культурно-образовательное развитие Украинского государства, весомые трудовые достижения, многолетний добросовестный труд.Оригинальный текст (укр.)За значний особистий внесок у державне будівництво, соціально-економічний, науково-технічний, культурно-освітній розвиток Української держави, вагомі трудові досягнення, багаторічну сумлінну працю. | [ Указ 43 ]    |
| 59    |      | Мирослав Владимирович Попович укр. Мирослав Володимирович Попович (посмертно) | директор Института философии имени Г. С. Сковороды Национальной академии наук Украины в 2001-2018 годах, общественный и политический деятель | 14 февраля 2018 года | За выдающиеся личные заслуги в утверждении суверенитета и независимости Украины, консолидации украинского общества и развитии демократии, многолетнюю плодотворную научную и общественно-политическую деятельность.Оригинальный текст (укр.)За визначні особисті заслуги в утвердженні суверенітету та незалежності України, консолідації українського суспільства і розвитку демократії, багаторічну плідну наукову та громадсько-політичну діяльність. | [ Указ 44 ]    |
| 60    |      | Мустафа Джемилев укр. Мустафа Джемілєв                                        | народный депутат Украины | 23 августа 2018 года | За значительный личный вклад в государственное строительство, социально-экономическое, научно-техническое, культурно-образовательное развитие Украины, весомые трудовые достижения и высокий профессионализм.Оригинальный текст (укр.)За значний особистий внесок у державне будівництво, соціально-економічний, науково-технічний, культурно-освітній розвиток України, вагомі трудові здобутки та високий професіоналізм. | [ Указ 45 ]    |
| 61    |      | Сергей Васильевич Комиссаренко укр. Сергій Васильович Комісаренко             | директор Института биохимии имени А. В. Палладина Национальной академии наук Украины, академик НАН Украины и НАМН Украины                    | 23 августа 2018 года | За значительный личный вклад в государственное строительство, социально-экономическое, научно-техническое, культурно-образовательное развитие Украины, весомые трудовые достижения и высокий профессионализм.Оригинальный текст (укр.)За значний особистий внесок у державне будівництво, соціально-економічний, науково-технічний, культурно-освітній розвиток України, вагомі трудові здобутки та високий професіоналізм. | [ Указ 45 ]    |
| 62    |      | Кирилл Иванович Осьмак укр. Кирило Іванович Осьмак (посмертно)                | основатель и член Украинской Центральной Рады (1917-1918 годы), Президент Украинского главного освободительного совета (1944 год)            | 31 октября 2018 года | За значительный личный вклад в национальное возрождение и построение Украинского государства, активное участие в национально-освободительном движении, многолетнюю плодотворную общественную деятельность и по случаю 100-летия провозглашения Западноукраинской Народной Республики.Оригинальный текст (укр.)За значний особистий внесок у національне відродження та побудову Української держави, активну участь у національно-визвольному русі, багаторічну плідну громадську діяльність та з нагоди 100-річчя проголошення Західноукраїнської Народної Республіки. | [ Указ 46 ]    |
| 63    |      | Даля Грибаускайте · лит. Dalia Grybauskaitė · Литва                           | Президент Литовской Республики | 6 декабря 2018 года  | За выдающийся личный вклад в укрепление украинско-литовских межгосударственных отношений, отстаивание государственного суверенитета и территориальной целостности Украины.Оригинальный текст (укр.)За визначний особистий внесок у зміцнення українсько-литовських міждержавних відносин, відстоювання державного суверенітету і територіальної цілісності України. | [ Указ 47 ]    |
| 64    |      | Павел Михайлович Мовчан укр. Павло Михайлович Мовчан                          | председатель общества, г. Киев; член Всеукраинского общества «Просвита» имени Тараса Шевченко                                                | 7 декабря 2018 года  | За весомый личный вклад в развитие национальной культуры и искусства, многолетнюю просветительскую деятельность и по случаю 150-летия основания общества «Просвита».Оригинальный текст (укр.)За вагомий особистий внесок у розвиток національної культури і мистецтва, багаторічну просвітницьку діяльність та з нагоди 150-річчя заснування товариства «Просвіта». | [ Указ 48 ]    |

### 2019 год
| № п/п | Фото | Кавалер                                                                | Род деятельности | Дата указа          | Основание награждения | Ссылка на указ |
| ----- | ---- | ---------------------------------------------------------------------- | --- | ------------------- | --- | -------------- |
| 65    |      | Ростислав Николаевич Павленко укр. Ростислав Миколайович Павленко      | директор Национального института стратегических исследований, советник Президента Украины                                                                  | 22 января 2019 года | За значительный личный вклад в государственное строительство, укрепление национальной безопасности, социально-экономическое, научно-техническое, культурно-образовательное развитие Украинского государства, весомые трудовые достижения, многолетний добросовестный труд.Оригинальный текст (укр.)За значний особистий внесок у державне будівництво, зміцнення національної безпеки, соціально-економічний, науково-технічний, культурно-освітній розвиток Української держави, вагомі трудові досягнення, багаторічну сумлінну працю. | [ Указ 49 ]    |
| 66    |      | Тарас Гаринальдович Петриненко укр. Тарас Гаринальдович Петриненко     | певец, г. Киев | 22 января 2019 года | За значительный личный вклад в государственное строительство, укрепление национальной безопасности, социально-экономическое, научно-техническое, культурно-образовательное развитие Украинского государства, весомые трудовые достижения, многолетний добросовестный труд.Оригинальный текст (укр.)За значний особистий внесок у державне будівництво, зміцнення національної безпеки, соціально-економічний, науково-технічний, культурно-освітній розвиток Української держави, вагомі трудові досягнення, багаторічну сумлінну працю. | [ Указ 49 ]    |
| 67    |      | Степан Степанович Клочурак укр. Степан Степанович Клочурак (посмертно) | выдающийся государственный и общественный деятель, президент Гуцульской Республики в 1918-1919 годах, министр Правительства Карпатской Украины в 1939 году | 14 марта 2019 года  | За значительный личный вклад в возрождение украинской государственности, самоотверженное служение Украинскому народу.Оригинальный текст (укр.)За визначний особистий внесок у відродження української державності, самовіддане служіння Українському народові. | [ Указ 50 ]    |

### 2020 год
| № п/п | Фото | Кавалер                                                                     | Род деятельности                                                        | Дата указа        | Основание награждения | Ссылка на указ |
| ----- | ---- | --------------------------------------------------------------------------- | ----------------------------------------------------------------------- | ----------------- | --- | -------------- |
| 68    |      | Анатолий Сергеевич Матвиенко укр. Анатолій Сергійович Матвієнко (посмертно) | народный депутат Украины I, III-VI, VIII созывов Верховной Рады Украины | 16 июля 2020 года | За значительный личный вклад в дело создания государства, построение независимости Украинского государства, активную общественно-политическую деятельность и по случаю 30-летия провозглашения Декларации о государственном суверенитете Украины.Оригинальный текст (укр.)За значний особистий внесок у справу державотворення, побудову незалежності Української держави, активну громадсько-політичну діяльність та з нагоди 30-річчя проголошення Декларації про державний суверенітет України. | [ Указ 51 ]    |
| 69    |      | Николай Иванович Поровский укр. Микола Іванович Поровський                  | народный депутат Украины I, II и IV созывов Верховной Рады Украины      | 16 июля 2020 года | За значительный личный вклад в дело создания государства, построение независимости Украинского государства, активную общественно-политическую деятельность и по случаю 30-летия провозглашения Декларации о государственном суверенитете Украины.Оригинальный текст (укр.)За значний особистий внесок у справу державотворення, побудову незалежності Української держави, активну громадсько-політичну діяльність та з нагоди 30-річчя проголошення Декларації про державний суверенітет України. | [ Указ 51 ]    |

### 2021 год
| № п/п | Фото | Кавалер                                                                   | Род деятельности                                                     | Дата указа           | Основание награждения | Ссылка на указ |
| ----- | ---- | ------------------------------------------------------------------------- | -------------------------------------------------------------------- | -------------------- | --- | -------------- |
| 70    |      | Виктор Лаврентьевич Мусияка укр. Віктор Лаврентійович Мусіяка (посмертно) | народный депутат Украины II и IV созывов Верховной Рады Украины      | 28 июня 2021 года    | За значительный личный вклад в государственное строительство, укрепление национальной безопасности, социально-экономическое, научно-техническое, культурно-образовательное развитие Украинского государства, весомые трудовые достижения, многолетний добросовестный труд и по случаю 25-й годовщины принятия Конституции Украины.Оригинальный текст (укр.)За значний особистий внесок у державне будівництво, зміцнення національної безпеки, соціально-економічний, науково-технічний, культурно-освітній розвиток Української держави, вагомі трудові досягнення, багаторічну сумлінну працю та з нагоди 25-ї річниці прийняття Конституції України. | [ Указ 52 ]    |
| 71    |      | Михаил Дмитриевич Сирота укр. Михайло Дмитрович Сирота (посмертно)        | народный депутат Украины II, III и VI созывов Верховной Рады Украины | 28 июня 2021 года    | За значительный личный вклад в государственное строительство, укрепление национальной безопасности, социально-экономическое, научно-техническое, культурно-образовательное развитие Украинского государства, весомые трудовые достижения, многолетний добросовестный труд и по случаю 25-й годовщины принятия Конституции Украины.Оригинальный текст (укр.)За значний особистий внесок у державне будівництво, зміцнення національної безпеки, соціально-економічний, науково-технічний, культурно-освітній розвиток Української держави, вагомі трудові досягнення, багаторічну сумлінну працю та з нагоди 25-ї річниці прийняття Конституції України. | [ Указ 52 ]    |
| 72    |      | Ангела Меркель · нем. Angela Merkel · Германия                            | Федеральный канцлер Германии                                         | 22 августа 2021 года | За выдающиеся личные заслуги в укреплении украинско-немецкого межгосударственного сотрудничества, поддержку государственного суверенитета и территориальной целостности Украины.Оригинальный текст (укр.)За визначні особисті заслуги у зміцненні українсько-німецького міждержавного співробітництва, підтримку державного суверенітету та територіальної цілісності України. | [ Указ 53 ]    |
| 73    |      | Сергей Назарович Бубка укр. Сергій Назарович Бубка                        | президент Национального олимпийского комитета Украины                | 23 августа 2021 года | За значительный личный вклад в государственное строительство, укрепление обороноспособности, социально-экономическое, научно-техническое, культурно-образовательное развитие Украинского государства, весомые трудовые достижения, многолетний добросовестный труд и по случаю 30-й годовщины независимости Украины.Оригинальный текст (укр.)За значний особистий внесок у державне будівництво, зміцнення обороноздатності, соціально-економічний, науково-технічний, культурно-освітній розвиток Української держави, вагомі трудові досягнення, багаторічну сумлінну працю та з нагоди 30-ї річниці незалежності України.                            | [ Указ 54 ]    |
| 74    |      | Евгений Кириллович Марчук укр. Євген Кирилович Марчук (посмертно)         | общественно-политический деятель                                     | 23 августа 2021 года | За значительный личный вклад в государственное строительство, укрепление обороноспособности, социально-экономическое, научно-техническое, культурно-образовательное развитие Украинского государства, весомые трудовые достижения, многолетний добросовестный труд и по случаю 30-й годовщины независимости Украины.Оригинальный текст (укр.)За значний особистий внесок у державне будівництво, зміцнення обороноздатності, соціально-економічний, науково-технічний, культурно-освітній розвиток Української держави, вагомі трудові досягнення, багаторічну сумлінну працю та з нагоди 30-ї річниці незалежності України.                            | [ Указ 54 ]    |

### 2022 год
| № п/п | Фото | Кавалер                                              | Род деятельности                                                            | Дата указа           | Основания награждения | Ссылка на Указ |
| ----- | ---- | ---------------------------------------------------- | --------------------------------------------------------------------------- | -------------------- | --- | -------------- |
| 75    |      | Борис Джонсон · англ. Boris Johnson · Великобритания | Премьер-министр Соединённого Королевства Великобритании и Северной Ирландии | 23 августа 2022 года | За выдающиеся личные заслуги в укреплении украинско-британского межгосударственного сотрудничества, поддержку государственного суверенитета и территориальной целостности Украины.Оригинальный текст (укр.)За визначні особисті заслуги у зміцненні українсько-британського міждержавного співробітництва, підтримку державного суверенітету та територіальної цілісності України. | [ Указ 55 ]    |

### 2024 год
| № п/п | Фото | Кавалер                                                              | Род деятельности                                                            | Дата указа           | Основания награждения | Ссылка на указ |
| ----- | ---- | -------------------------------------------------------------------- | --------------------------------------------------------------------------- | -------------------- | --- | -------------- |
| 76    |      | Риши Сунак · англ. Rishi Sunak · Великобритания                      | Премьер-министр Соединённого Королевства Великобритании и Северной Ирландии | 12 января 2024 года  | За выдающиеся личные заслуги в укреплении украинско-британского межгосударственного сотрудничества, поддержку государственного суверенитета и территориальной целостности Украины.Оригинальный текст (укр.)За визначні особисті заслуги у зміцненні українсько-британського міждержавного співробітництва, підтримку державного суверенітету та територіальної цілісності України.                     | [ Указ 56 ]    |
| 77    |      | Хавьер Херардо Милей · исп. Javier Gerardo Milei · Аргентина         | Президент Аргентинской Республики                                           | 9 июня 2024 года     | За выдающиеся личные заслуги по укреплению украинско-аргентинского межгосударственного сотрудничества, поддержку государственного суверенитета и территориальной целостности Украины.Оригинальный текст (укр.)За визначні особисті заслуги у зміцненні украінсько-аргентинського міждержавного співробітництва, підтримку державного суверенітету та територіальної цілісності України.                | [ Указ 57 ]    |
| 78    |      | Метте Фредериксен · дат. Mette Frederiksen · Дания                   | Премьер-министр Королевства Дания                                           | 10 июня 2024 года    | За выдающиеся личные заслуги в укреплении украинско-датского межгосударственного сотрудничества, поддержку государственного суверенитета и территориальной целостности Украины.Оригинальный текст (укр.)За визначні особисті заслуги у зміцненні українсько-данського міждержавного співробітництва, підтримку державного суверенітету та територіальної цілісності України.                           | [ Указ 58 ]    |
| 79    |      | Джорджа Мелони · итал. Giorgia Meloni · Италия                       | Председатель Совета министров Итальянской Республики                        | 5 июля 2024 года     | За выдающиеся личные заслуги в укреплении украинско-итальянского межгосударственного сотрудничества, поддержку государственного суверенитета и территориальной целостности Украины.Оригинальный текст (укр.)За визначні особисті заслуги у зміцненні українсько-італійського міждержавного співробітництва, підтримку державного суверенітету та територіальної цілісності України.                    | [ Указ 59 ]    |
| 80    |      | Джастин Пьер Джеймс Трюдо · фр. Justin Pierre James Trudeau · Канада | Премьер-министр Канады                                                      | 23 августа 2024 года | За выдающиеся личные заслуги в укреплении украинско-канадского межгосударственного сотрудничества, поддержку государственного суверенитета и территориальной целостности Украины.Оригинальный текст (укр.)За визначні особисті заслуги у зміцненні українсько-канадського міждержавного співробітництва, підтримку державного суверенітету та територіальної цілісності України.                       | [ Указ 60 ]    |
| 81    |      | Александр Александрович Усик укр. Олександр Олександрович Усик       | Абсолютный чемпион мира по боксу в тяжёлой весовой категории                | 23 августа 2024 года | За выдающиеся заслуги в утверждении независимости Украины и консолидации общества, весомый вклад в укрепление авторитета Украинского государства в мире и выдающиеся достижения в спорте.Оригинальный текст (укр.)За видатні заслуги в утвердженні незалежності України і консолідації суспільства, вагомий внесок у зміцнення авторитету Української держави у світі та визначні досягнення у спорті. | [ Указ 61 ]    |
| 82    |      | Ольга Геннадьевна Харлан укр. Ольга Геннадіївна Харлан               | Многократная чемпионка и призёрка Олимпийских игр по фехтованию на саблях   | 23 августа 2024 года | За выдающиеся заслуги в утверждении независимости Украины и консолидации общества, весомый вклад в укрепление авторитета Украинского государства в мире и выдающиеся достижения в спорте.Оригинальный текст (укр.)За видатні заслуги в утвердженні незалежності України і консолідації суспільства, вагомий внесок у зміцнення авторитету Української держави у світі та визначні досягнення у спорті. | [ Указ 62 ]    |

### 2025 год
| № п/п | Фото | Кавалер                                                                     | Род деятельности                                                                                                | Дата указа          | Основания награждения | Ссылка на Указ |
| ----- | ---- | --------------------------------------------------------------------------- | --- | ------------------- | --- | -------------- |
| 83    |      | Анджей Дуда · пол. Andrzej Duda · Польша                                    | Президент Республики Польша                                                                                     | 28 июня 2025 года   | За выдающиеся личные заслуги в укреплении украинско-польского международного сотрудничества, поддержку государственного суверенитета и территориальной целостности Украины.Оригинальный текст (укр.)За визначні особисті заслуги у зміцненні українсько-польського міжнародного співробітництва, підтримку державного суверенітету та територіальної цілісності України. | [ Указ 63 ]    |
| 84    |      | Тигран Григорьевич Оганнисян укр. Тигран Григорович Оганнісян (посмертно)   | Ученик Бердянской общеобразовательной школы I-III ступеней №7 Бердянского городского совета Запорожской области | 19 июля 2025 года   | За гражданское мужество, патриотизм, самоотверженное отстаивание суверенитета и независимости Украинского государства, конституционных прав и свобод человека.Оригинальный текст (укр.)За громадянську мужність, патріотизм, самовіддане відстоювання суверенітету та незалежності Української держави, конституційних прав і свобод людини.                             | [ Указ 64 ]    |
| 85    |      | Никита Сергеевич Ханганов укр. Микита Сергійович Ханганов (посмертно)       | Ученик Бердянской общеобразовательной школы №1, Запорожская область                                             | 19 июля 2025 года   | За гражданское мужество, патриотизм, самоотверженное отстаивание суверенитета и независимости Украинского государства, конституционных прав и свобод человека.Оригинальный текст (укр.)За громадянську мужність, патріотизм, самовіддане відстоювання суверенітету та незалежності Української держави, конституційних прав і свобод людини.                             | [ Указ 64 ]    |
| 86    |      | Виктория Владимировна Рощина укр. Вікторія Володимирівна Рощина (посмертно) | Правозащитница, тележурналистка, военная корреспондентка                                                        | 1 августа 2025 года | За гражданское мужество, патриотизм, самоотверженное отстаивание суверенитета и независимости Украинского государства, конституционных прав и свобод человека.Оригинальный текст (укр.)За громадянську мужність, патріотизм, самовіддане відстоювання суверенітету та незалежності Української держави, конституційних прав і свобод людини.                             | [ Указ 65 ]    |

## Указы президента Украины
1. ↑  Указ Президента Украины от 29 сентября 2008 года № 870/2008 «О награждении орденом Свободы» (укр.). Официальный веб-портал Верховной рады Украины (29 сентября 2008). Дата обращения: 19 августа 2015. Архивировано 11 июля 2019 года.
2. ↑  Указ Президента Украины от 25 ноября 2008 года № 1074/2008 «О награждении Е. Захарова орденом Свободы» (укр.). Официальный веб-портал Верховной рады Украины (25 ноября 2008). Дата обращения: 19 августа 2015. Архивировано 11 июля 2019 года.
3. ↑  Указ Президента Украины от 25 ноября 2008 года № 1075/2008 «О награждении Е. Сверстюка орденом Свободы» (укр.). Официальный веб-портал Верховной рады Украины (25 ноября 2008). Дата обращения: 19 августа 2015. Архивировано 11 июля 2019 года.
4. ↑  Указ Президента Украины от 25 ноября 2008 года № 1076/2008 «О награждении С. Хмари орденом Свободы» (укр.). Официальный веб-портал Верховной рады Украины (25 ноября 2008). Дата обращения: 19 августа 2015. Архивировано 11 июля 2019 года.
5. ↑  Указ Президента Украины от 31 декабря 2008 года № 1224/2008 «О награждении М. Мариновича орденом Свободы» (укр.). Официальный веб-портал Верховной рады Украины (31 декабря 2008). Дата обращения: 19 августа 2015. Архивировано 11 июля 2019 года.
6. ↑  Указ Президента Украины от 16 января 2009 года № 26/2009 «О награждении государственными наградами Украины» (укр.). Официальный веб-портал Верховной рады Украины (16 января 2009). Дата обращения: 20 августа 2015. Архивировано 29 декабря 2018 года.
7. ↑  Указ Президента Украины от 23 января 2009 года № 40/2009 «О награждении орденом Свободы» (укр.). Официальный веб-портал Верховной рады Украины (23 января 2009). Дата обращения: 20 августа 2015. Архивировано 11 июля 2019 года.
8. ↑  Указ Президента Украины от 23 июня 2009 года № 475/2009 «О награждении государственными наградами Украины по случаю Дня Конституции Украины» (укр.). Официальный веб-портал Верховной рады Украины (23 июня 2009). Дата обращения: 20 августа 2015. Архивировано 26 февраля 2019 года.
9. ↑  Указ Президента Украины от 26 июня 2009 года № 494/2009 «О награждении В. Адамкуса орденом Свободы» (укр.). Официальный веб-портал Верховной рады Украины (26 июня 2009). Дата обращения: 20 августа 2015. Архивировано 11 июля 2019 года.
10. ↑  Указ Президента Украины от 10 июля 2009 года № 528/2009 «О награждении И. Калинца орденом Свободы» (укр.). Официальный веб-портал Верховной рады Украины (10 июля 2009). Дата обращения: 20 августа 2015. Архивировано 11 июля 2019 года.
11. ↑  Указ Президента Украины от 18 августа 2009 года № 619/2009 «О награждении государственными наградами Украины работников предприятий, учреждений и организаций» (укр.). Официальный веб-портал Верховной рады Украины (18 августа 2009). Дата обращения: 20 августа 2015. Архивировано 24 декабря 2018 года.
12. ↑  Указ Президента Украины от 18 сентября 2009 года № 759/2009 «О награждении государственными наградами Украины» (укр.). Официальный веб-портал Верховной рады Украины (18 сентября 2009). Дата обращения: 20 августа 2015. Архивировано 11 июля 2019 года.
13. ↑  Указ Президента Украины от 18 ноября 2009 года № 939/2009 «О награждении государственными наградами Украины по случаю Дня Свободы» (укр.). Официальный веб-портал Верховной рады Украины (18 ноября 2009). Дата обращения: 20 августа 2015. Архивировано 11 июля 2019 года.
14. ↑  Указ Президента Украины от 24 декабря 2009 года № 960/2009 «О награждении орденом Свободы» (укр.). Официальный веб-портал Верховной рады Украины (24 ноября 2009). Дата обращения: 20 августа 2015. Архивировано 11 июля 2019 года.
15. ↑  Указ Президента Украины от 20 января 2010 года № 53/2010 «О награждении государственными наградами Украины» (укр.). Официальный веб-портал Верховной рады Украины (20 января 2010). Дата обращения: 20 августа 2015. Архивировано 3 апреля 2019 года.
16. ↑  Указ Президента Украины от 10 февраля 2010 года № 150/2010 «О награждении орденом Свободы» (укр.). Официальный веб-портал Верховной рады Украины (10 февраля 2010). Дата обращения: 20 августа 2015. Архивировано 11 июля 2019 года.
17. ↑  Указ Президента Украины от 2 июля 2010 года № 748/2010 «О награждении Н. Назарбаева орденом Свободы» (укр.). Официальный веб-портал Верховной рады Украины (2 июля 2010). Дата обращения: 20 августа 2015. Архивировано 11 июля 2019 года.
18. ↑  Указ Президента Украины от 23 ноября 2010 года № 1047/2010 «О награждении В. Сабодана орденом Свободы» (укр.). Официальный веб-портал Верховной рады Украины (23 ноября 2010). Дата обращения: 20 августа 2015. Архивировано 11 июля 2019 года.
19. ↑  Указ Президента Украины от 26 апреля 2011 года № 502/2011 «О награждении государственными наградами Украины граждан иностранных государств» (укр.). Официальный веб-портал Верховной рады Украины (26 апреля 2011). Дата обращения: 20 августа 2015. Архивировано 11 июля 2019 года.
20. ↑  Указ Президента Украины от 21 января 2012 года № 28/2012 «О награждении государственными наградами Украины по случаю Дня Соборности и Свободы Украины» (укр.). Официальный веб-портал Верховной рады Украины (21 января 2012). Дата обращения: 20 августа 2015. Архивировано 27 октября 2018 года.
21. ↑  Указ Президента Украины от 22 января 2013 года № 35/2013 «О награждении государственными наградами Украины по случаю Дня Соборности и Свободы Украины» (укр.). Официальный веб-портал Верховной рады Украины (22 января 2013). Дата обращения: 20 августа 2015. Архивировано 11 июля 2019 года.
22. ↑  Указ Президента Украины от 27 июля 2013 года № 393/2013 «О награждении орденом Свободы» (укр.). Официальный веб-портал Верховной рады Украины (27 июля 2013). Дата обращения: 20 августа 2015. Архивировано 11 июля 2019 года.
23. ↑  Указ Президента Украины от 18 ноября 2013 года № 639/2013 «О награждении И. Алиева орденом Свободы» (укр.). Официальный веб-портал Верховной рады Украины (18 ноября 2013). Дата обращения: 20 августа 2015. Архивировано 11 июля 2019 года.
24. ↑  Указ Президента Украины от 10 января 2014 года № 2/2014 «О награждении Л. Кравчука орденом Свободы» (укр.). Официальный веб-портал Верховной рады Украины (10 января 2014). Дата обращения: 20 августа 2015. Архивировано 16 октября 2018 года.
25. ↑  Указ Президента Украины от 7 августа 2014 года № 638/2014 «О награждении орденом Свободы» (укр.). Официальный веб-портал Верховной рады Украины (7 августа 2014). Дата обращения: 20 августа 2015. Архивировано 11 июля 2019 года.
26. ↑  Указ Президента Украины от 22 января 2015 года № 27/2015 «О награждении государственными наградами Украины по случаю Дня Соборности Украины» (укр.). Официальный веб-портал Верховной рады Украины (22 января 2015). Дата обращения: 20 августа 2015. Архивировано 11 июля 2019 года.
27. ↑  Указ Президента Украины от 2 марта 2015 года № 118/2015 «О награждении Б. Немцова орденом Свободы» (укр.). Официальный веб-портал Верховной рады Украины (2 марта 2015). Дата обращения: 20 августа 2015. Архивировано 15 октября 2018 года.
28. ↑  Указ Президента Украины от 21 августа 2015 года № 491/2015 «О награждении государственными наградами Украины по случаю Дня независимости Украины» (укр.). Официальный веб-портал Верховной рады Украины (21 августа 2015). Дата обращения: 24 августа 2015. Архивировано 11 июля 2019 года.
29. ↑  Указ Президента Украины от 21 августа 2015 года № 492/2015 «О награждении государственными наградами Украины граждан иностранных государств» (укр.). Официальный веб-портал Верховной рады Украины (21 августа 2015). Дата обращения: 24 августа 2015. Архивировано 11 июля 2019 года.
30. ↑  Указ Президента Украины от 12 ноября 2015 года № 634/2015 «О награждении орденом Свободы» (укр.). Официальный веб-портал Верховной рады Украины (12 ноября 2015). Дата обращения: 12 ноября 2015. Архивировано 11 июля 2019 года.
31. ↑  Указ Президента Украины от 1 декабря 2015 года № 670/2015 «О награждении государственными наградами Украины по случаю 24-й годовщины подтверждения всеукраинским референдумом Акта провозглашения независимости Украины 1 декабря 1991 года» (укр.). Официальный веб-портал Верховной рады Украины (1 декабря 2015). Дата обращения: 1 декабря 2015. Архивировано 15 декабря 2018 года.
32. ↑  Указ Президента Украины от 22 января 2016 года № 18/2016 «О награждении государственными наградами Украины по случаю Дня Соборности Украины» (укр.). Официальный веб-портал Верховной рады Украины (22 января 2016). Дата обращения: 5 марта 2016. Архивировано 4 ноября 2018 года.
33. ↑  Указ Президента Украины от 25 июня 2016 года № 276/2016 «О награждении государственными наградами Украины по случаю Дня Конституции Украины» (укр.). Официальный веб-портал Верховной рады Украины (28 июня 2016). Дата обращения: 28 июня 2016. Архивировано 12 ноября 2018 года.
34. ↑  Указ Президента Украины от 22 августа 2016 года № 338/2016 «О награждении государственными наградами Украины по случаю 25-й годовщины независимости Украины» (укр.). Официальный веб-портал Верховной рады Украины (22 августа 2016). Дата обращения: 23 августа 2016. Архивировано 17 октября 2018 года.
35. ↑  Указ Президента Украины от 22 августа 2016 года № 340/2016 «О награждении государственными наградами Украины граждан иностранных государств» (укр.). Официальный веб-портал Верховной рады Украины (22 августа 2016). Дата обращения: 23 августа 2016. Архивировано 11 июля 2019 года.
36. ↑  Указ Президента Украины от 21 октября 2016 года № 469/2016 «О награждении Б. Гаврилишина орденом Свободы» (укр.). Официальный веб-портал Верховной рады Украины (21 октября 2016). Дата обращения: 21 октября 2016. Архивировано 11 июля 2019 года.
37. ↑  Указ Президента Украины от 3 ноября 2016 года № 483/2016 «О награждении Б. Пахора орденом Свободы» (укр.). Официальный веб-портал Верховной рады Украины (3 ноября 2016). Дата обращения: 8 ноября 2016. Архивировано 11 июля 2019 года.
38. ↑  Указ Президента Украины от 1 декабря 2016 года № 533/2016 «О награждении государственными наградами Украины по случаю 25-й годовщины подтверждения всеукраинским референдумом Акта провозглашения независимости Украины 1 декабря 1991 года» (укр.). Официальный веб-портал Верховной рады Украины (1 декабря 2016). Дата обращения: 1 декабря 2016. Архивировано 31 октября 2018 года.
39. ↑  Указ Президента Украины от 21 января 2017 года № 10/2017 «О награждении государственными наградами Украины по случаю Дня Соборности Украины» (укр.). Официальный веб-портал Верховной рады Украины (22 января 2017). Дата обращения: 26 января 2017. Архивировано 14 октября 2018 года.
40. ↑  Указ Президента Украины от 23 августа 2017 года № 250/2017 «О награждении государственными наградами Украины граждан иностранных государств» (укр.). Официальный веб-портал Верховной рады Украины (24 августа 2017). Дата обращения: 24 августа 2017. Архивировано 11 июля 2019 года.
41. ↑  Указ Президента Украины от 24 августа 2017 года № 251/2017 «О награждении государственными наградами Украины по случаю Дня независимости Украины» (укр.). Официальный веб-портал Верховной рады Украины (24 августа 2017). Дата обращения: 24 августа 2017. Архивировано 11 июля 2019 года.
42. ↑  Указ Президента Украины от 6 декабря 2017 года № 407/2017 «О награждении В. Ландсбергиса орденом Свободы» (укр.). Официальный веб-портал Верховной рады Украины (6 декабря 2017). Дата обращения: 16 декабря 2017. Архивировано 11 июля 2019 года.
43. ↑  Указ Президента Украины от 20 января 2018 года № 11/2018 «О награждении государственными наградами Украины по случаю Дня Соборности Украины» (укр.). Официальный веб-портал Верховной рады Украины (20 января 2018). Дата обращения: 1 февраля 2018. Архивировано 7 октября 2018 года.
44. ↑  Указ Президента Украины от 14 февраля 2018 года № 32/2018 «О награждении М. Поповича орденом Свободы (укр.). Официальный веб-портал Верховной рады Украины (14 февраля 2018). Дата обращения: 14 февраля 2018. Архивировано 11 июля 2019 года.
45. ↑  Указ Президента Украины от 23 августа 2018 года № 241/2018 «О награждении государственными наградами Украины по случаю Дня независимости Украины» (укр.). Официальное интернет-представительство Президента Украины (24 августа 2018). Дата обращения: 24 августа 2018. Архивировано 4 апреля 2019 года.
46. ↑  Указ Президента Украины от 31 октября 2018 года № 351/2018 «О награждении государственными наградами Украины (укр.). Официальное интернет-представительство Президента Украины (31 октября 2018). Дата обращения: 2 ноября 2018. Архивировано 2 ноября 2018 года.
47. ↑  Указ Президента Украины от 6 декабря 2018 года № 413/2018 «О награждении Д. Грибаускайте орденом Свободы» (укр.). Официальное интернет-представительство Президента Украины (6 декабря 2018). Дата обращения: 8 декабря 2018. Архивировано 9 декабря 2018 года.
48. ↑  Указ Президента Украины от 7 декабря 2018 года № 420/2018 «О награждении государственными наградами Украины членов Всеукраинского общества „Просвита“ имени Тараса Шевченко» (укр.). Официальное интернет-представительство Президента Украины (7 декабря 2018). Дата обращения: 10 декабря 2018. Архивировано 9 декабря 2018 года.
49. ↑  Указ Президента Украины от 22 января 2019 года № 14/2019 «О награждении государственными наградами Украины по случаю Дня Соборности Украины» (укр.). Официальное веб-представительство Президента Украины (22 января 2019). Дата обращения: 1 февраля 2019. Архивировано 28 февраля 2021 года.
50. ↑  Указ Президента Украины от 14 марта 2019 года № 74/2019 «О награждении С. Клочурака орденом Свободы» (укр.). Официальное веб-представительство Президента Украины (14 марта 2019). Дата обращения: 17 марта 2019. Архивировано 21 апреля 2019 года.
51. ↑  Указ Президента Украины от 15 июля 2020 года № 277/2020 «О награждении государственными наградами Украины» (укр.). Официальное веб-представительство Президента Украины (15 июля 2020). Дата обращения: 15 июля 2020. Архивировано 19 апреля 2021 года.
52. ↑  Указ Президента Украины от 28 июня 2021 года № 274/2021 «О награждении государственными наградами Украины по случаю Дня Конституции Украины» (укр.). Официальное веб-представительство Президента Украины (28 июня 2021). Дата обращения: 28 июня 2021. Архивировано 28 июня 2021 года.
53. ↑  Указ Президента Украины от 22 августа 2021 года № 380/2021  «О награждении А. Меркель орденом Свободы» (укр.). Официальное веб-представительство Президента Украины (22 августа 2021). Дата обращения: 22 августа 2021. Архивировано 23 августа 2021 года.
54. ↑  Указ Президента Украины от 23 августа 2021 года № 406/2021 «О награждении государственными наградами Украины по случаю Дня Независимости Украины» (укр.). Официальное веб-представительство Президента Украины (23 августа 2021). Дата обращения: 25 августа 2021. Архивировано 24 августа 2021 года.
55. ↑  Указ Президента Украины от 23 августа 2022 года № 594/2022 «О награждении Б. Джонсона орденом Свободы». Дата обращения: 6 сентября 2022. Архивировано 29 августа 2022 года.
56. ↑  Указ Президента Украины от 12 января 2024 года № 8/2024 «О награждении Р. Сунака орденом Свободы». Дата обращения: 12 января 2024. Архивировано 12 января 2024 года.
57. ↑  Указ Президента Украины от 9 июня 2024 года № 348/2024 «О награждении Х. Милея орденом Свободы». Дата обращения: 21 июня 2024. Архивировано 18 июня 2024 года.
58. ↑  Указ Президента Украины от 10 июня 2024 года № 349/2024 «О награждении М. Фредериксен орденом Свободы»
59. ↑  Указ Президента Украины от 5 июля 2024 года № 456/2024 «О награждении Д. Мелони орденом Свободы»
60. ↑  Указ Президента Украины от 23 августа 2024 года № 575/2024 «О награждении Дж. Трюдо орденом Свободы». Дата обращения: 24 августа 2024. Архивировано 24 августа 2024 года.
61. ↑  Указ Президента Украины от 23 августа 2024 года № 578/2024 «О награждении А. Усика орденом Свободы»
62. ↑  Указ Президента Украины от 23 августа 2024 года № 579/2024 «О награждении О. Харлан орденом Свободы». Дата обращения: 24 августа 2024. Архивировано 24 августа 2024 года.
63. ↑  Указ Президента Украины от 28 июня 2025 года № 439/2025 «О награждении А. Дуды орденом Свободы»
64. ↑  Указ Президента Украины от 19 июля 2025 года № 500/2025 «О награждении орденом Свободы»
65. ↑  Указ Президента Украины от 1 августа 2025 года № 569/2025 «О награждении В. Рощиной орденом Свободы»

## Комментарий
1. ↑  Супруга короля Швеции, королева Сильвия, была награждена орденом «За заслуги» І степени. В свою очередь, король наградил президента Украины Виктора Ющенко орденом Серафимов, а его супругу, Екатерину Ющенко, — Большим крестом ордена Полярной звезды.